# رزم‌ناو کلاس استالینگراد
بتل‌کروزر کلاس استالینگراد (به انگلیسی: Stalingrad-class battlecruiser) یک کلاس از کشتی است که طول آن ۲۷۳٫۶ متر (۸۹۷ فوت ۸ اینچ) می‌باشد.